# Floricomus tallulae
Floricomus tallulae är en spindelart som beskrevs av Chamberlin och Ivie 1944. Floricomus tallulae ingår i släktet Floricomus och familjen täckvävarspindlar. Inga underarter finns listade i Catalogue of Life.